# Saksen op het Bundesvision Song Contest
Saksen is een van de zestien Duitse deelstaten die deelnemen aan de Bundesvision Song Contest.

## Overzicht
Saksen heeft een haat-liefdeverhouding met de Bundesvision Song Contest. Na de zesde plek tijdens de eerste editie te hebben behaald, ging het bergaf met Saksen. Het dieptepunt kwam er in 2008, toen Far East Band feat. Dean Dawson met de rode lantaarn huiswaarts keerde. Daarna ging het wel beter met de Saksische deelnames. In 2009 eindigde Polarkreis 18 op de tweede plek, in 2012 gebeurde hetzelfde met Laing.

## Deelnames
| Jaar | Artiest                            | Lied                             | Plaats | Punten | Taal            |
| ---- | ---------------------------------- | -------------------------------- | ------ | ------ | --------------- |
| 2005 | De Randfichten                     | Jetzt geht die Party richtig los | 6      | 71     | Duits           |
| 2006 | Die Raketen                        | Popsong                          | 15     | 10     | Duits en Engels |
| 2007 | Manja                              | Es ist die Liebe                 | 13     | 13     | Duits           |
| 2008 | Far East Band feat. Dean Dawson    | Unfassbar                        | 15     | 12     | Duits           |
| 2009 | Polarkreis 18                      | The colour of snow               | 2      | 131    | Engels en Duits |
| 2010 | Blockflöte Des Todes               | Alles wird teuer                 | 11     | 20     | Duits           |
| 2011 | Kraftklub                          | Ich will nicht nach Berlin       | 5      | 89     | Duits           |
| 2012 | Laing                              | Morgens immer müde               | 2      | 142    | Duits           |
| 2013 | The Toten Crackhuren im Kofferraum | Ich brauch keine Wohnung         | 9      | 35     | Duits           |
| 2014 | Sebastian Hackel                   | Warum sie lacht                  | 15     | 10     | Duits           |
| 2015 | Radio Doria                        | Sehnsuch Nr. 7                   | 4      | 84     | Duits           |

Baden-Württemberg · Beieren · Berlijn · Brandenburg · Bremen · Hamburg · Hessen · Mecklenburg-Voor-Pommeren · Nedersaksen · Noordrijn-Westfalen · Rijnland-Palts · Saarland · Saksen · Saksen-Anhalt · Sleeswijk-Holstein · Thüringen